# Selaginella delicatula
Selaginella delicatula là một loài dương xỉ trong họ Selaginellaceae. Loài này được Desv. ex Poir. Alston mô tả khoa học đầu tiên năm 1932.